# 网易云阅读
網易云閱讀是2014年6月12日上线的漫画平台，与Booklive合作获得《劲漫画》的同步电子版独家销售权 。

## 作品
《新著龙虎门》、《乌龙院》、《米特兰的晨星》、《兔子帮》